# Сигаревич Дмитро Дмитрович
Дмитро́ Дми́трович Сигаре́вич (псевдонім — Дм. Корнич; 29 липня 1868, Ізяслав — 23 березня 1914, Запоріжжя) — український педагог і громадський діяч. Учасник українського національного руху кінця XIX — початку XX століття.

## Життєпис
Народився 29 липня 1868 року у родині дворянина штабс-офіцера у місті Заслав Волинської губернії. 
1887 року вступив до Новоросійського університету. Разом з іншими студентами-українцями долучився до діяльності першої в історії університету української громади «Молода громада», з якими влітку 1888 познайомилася Леся Українка.  
По закінченню університету — вчитель російської мови 5-ої гімназій в Одесі (до 1907 року). Був директором сирітського дому в Одесі. 1893 року увійшов до «Одеської громади» на чолі з Леонідом Смоленським. За дорученням громали був у зв'язках з Галичиною. Став членом «Братства тарасівців», а згодом, членом відділу одеської «Просвіти».
Одеська «Просвіта» задумала заснувати в Одесі фонд імені Леоніда Смоленського для видання книжок історичного змісту. Першу книжку — його біографію — взявся писати Сигаревич. Він звернувся, зокрема, до Євгена Чикаленка з листом, в якому навів анкету з 16 пунктів, котрі стосувалися життя і діяльності його героя. Але, очевидно, запроектований фонд не було створено, бо видавати написану книжку взялася львівська «Просвіта». 1897 року Сигаревич був делегатом від Одеси на велелюдному таємному з'їзді представників української інтелігенції в Києві. Метою з'їзду було створення «Загальної української безпартійної демократичної організації».
Брав активну участь у революційних подіях 1905-1907 років. Зокрема, в листопаді 1905 року виголосив промову «Відродження України» на першому українському мітингу в Одесі. Її було опубліковано в першому числі одеського українського часопису «Народня справа».
Дмитро Сигаревич організовував виступи українських кобзарів в Одесі у 1903 та 1906 роках. 1906 року був одним з авторів листа до Ради професорів Новоросійського університету за впровадження кафедр українознавства, де навчальний процес мав вестися українською мовою. Заява підготувала ґрунт для викладання Михайлом Грушевським спецкурсу з історії України українською мовою в Новоросійському університеті у 1907-1908 роках.
Від 1907 року — директор чоловічої гімназії у Кам'янському Катеринославської губернії. Запрошений до Кам'янського власниками Дніпровського металургійного заводу Дмитро Сигаревич виявив там блискучий адміністративний і педагогічний талант — школа була поставлена зразково і видавалися навіть друковані звіти про організацію шкільної справи в цій інституції. Заслугою першого директора стали організація при гімназії оркестру, хору, сокольської гімнастики. За свідченням сучасників, Сигаревич з великою любов'ю ставився до своїх вихованців, невтомно стежачи не тільки за їхнім вихованням, а й за здоров'ям; здійснюючи спільно з лікарем часті обстеження. Багато праці ним вкладено і в створення гуртка місцевих педагогів.
Однак у Дмитра Сигаревича були не тільки прихильники: «Власники заводу втручалися в педагогічні справи і Дмитро Дмитрович мав відмовитися від роботи в невідповідних умовах». (Андрій Ніковський). Як писала одна з місцевих газет, не бажаючи знаходити офіційних засобів для боротьби з тими, кому не імпонували його методи педагогічної праці, він вирішив після майже 10-років самостійної діяльності прийняти місце інспектора і виїхати з Кам'янського. У його ж вихованців і тих, кому були небайдужі інтереси місцевої гімназії, збереглися теплі спогади про свого першого директора.
Згодом Сигаревич — директор комерційної школи в Олександрівську.
Вів відділ «Місцева хроніка» в журналі «По морю и суше». Автор нарисів про українську народну творчість, зокрема про думи.
Помер у березні 1914 року в Олександрівську (нині Запоріжжя), там і похований.

## Родина
- Батько — Дмитро Миколайович Сигаревич, дворянин штабс-офіцер, а згодом фінансовий урядовець;
- Мати — Антоніна Йосипівна Сигаревич (до шлюбу — Чепурківська);
- Дід — Микола Дмитрович Сигірович, капітан;
- Прадід — Дмитро Іоаннович Сигірович, полковий священик, протоієрей Київського Софійського собору, професор російської мови у Києво-Могилянській академії.